# عيون البرميل
برميلية العين أو السمكة شفافة الرأس سمكة من فصيلة متأخرات الخصية وصفت أول مرة عام 1939  وهي النوع الوحيد من جنس (Macropinna) من اليونانية ومعناه makros = عظيم و pinna = شوكة فيكون اسم الجنس عظيم الشوكة.

## صفته
سمكة رأسها شفاف، وزعانف كبيرة تساعده على الاستقرار دون حركة،وله عينان خضراوان كبيران حيث يرى بهما بإتجاه الأعلى لرصد الفرائس ويحركها بإتجاه الأمام عند الذهاب للتغذية وفم صغير يوحي بأنه يقتات على الأسماك الصغيرة وله معدة كبيرة.
يقضي أغلب وقته دون حراك، والسمك ذو الرأس الشفاف يتواجد ابتداءً من 600 إلى 800 متر تحت سطح البحر،و في مقدمة الرأس أنبوبان أسودان كأنهما عينين و يستخدمان للشم.
لم يتأكد العلماء من طعام هذا النوع من الأسماك لأن مراقبته صعبة للغاية و مكلفة لعيشه في أعماق المحيط. و لكن العلماء يعتقدون أن السمك ذا الرأس الشفاف يعتمد في طعامه على سرقة الأسماك التي تصطادها السحاريات وذلك بالمناورة بين المجسات اللاسعة للسحاريات وأخذ ما إصداته السحاريات وكذلك وجد في معدته أجزاء من قناديل البحر مما يبين أن قناديل البحر هي من فرائسه.